# Trening interpersonalny

## Geneza treningu interpersonalnego[1]
Jako początek treningu interpersonalnego wskazuje się warsztaty dla kadry kierowniczej, organizowane w roku 1946 w Connecticut. Prowadzono tam wykłady, seminaria oraz spotkania w kilkunastoosobowych grupach, na których omawiano problemy, jakie uczestnicy warsztatów napotykali w pracy. Spotkania prowadzili współpracownicy Kurta Lewina. 
Pewnego dnia prowadzący zaprosili na swoje zebranie kilku uczestników, by  ci opowiedzieli, jak postrzegają to, co dzieje się w grupie i jaki wpływ wywierają na nich interwencje prowadzących. Okazało się, że interakcje, zachodzące w grupie, pozwalają uczestnikom odkrywać informacje o swoim funkcjonowaniu w grupie, umiejętnościach porozumiewania się i mechanizmach funkcjonowania grupy. 
W ten sposób odkryto nową metodę uczenia się, opartą na doświadczaniu, eksperymentowaniu z nowymi zachowaniami i przeżywaniu.

## Cele treningu
Od początku istnienia, trening interpersonalny rozwijał się w dwóch kierunkach:
- W grupach T (z ang. training group), prowadzonych przez współpracowników Kurta Lewina dla osób zajmujących się  zawodowo pracą z ludźmi (kierowników, psychologów), za cele przyjęto rozwój umiejętności ważnych w relacji z innymi:
  - rozumienia zachowań własnych i innych osób,
  - umiejętności wyrażania myśli i uczuć,
  - umiejętności rozwiązywania konfliktów itp.

W trakcie tych treningów, prócz realizacji założonych rezultatów, zauważano także niespecyficzne zmiany samych uczestników w postaci zwiększenia zaufania do grupy, akceptacji własnej osoby, większej elastyczności zachowania i zwiększenia ekspresyjności.
- Równolegle, w grupach spotkaniowych, prowadzonych przez dr. Carla Rogersa, za cele przyjęto właśnie te niespecyficzne zmiany uczestników. Charakter treningu, sprzyjający otwieraniu się, ujawnieniu osobistych problemów, ekspresji emocji i oparty na zaufaniu i akceptacji pozwalał uczestnikom przełamywać opory wobec innych ludzi i doświadczać nowych jakości w relacji z innymi.

## Obecne zastosowania treningu interpersonalnego
Na przestrzeni lat, bardziej popularny okazał się nurt rogersowski, dlatego współczesny trening interpersonalny wciąż główny nacisk kładzie na przeżywanie emocji, zwiększenie zaufania do grupy, otwarcie się uczestników przed sobą. Współcześnie stosuje się go:
- W kształceniu menedżerów.
Podobnie, jak w grupach spotkaniowych kładzie się nacisk na ekspresję emocji, pogłębianie relacji i przełamywanie oporów. W konsekwencji, grupy integruje się, jej członkowie lepiej rozumieją się ze sobą, lepiej współpracują.
- W kształceniu trenerów, prowadzących zajęcia w oparciu o dynamikę procesu grupowego.
Uczestnictwo w treningu, prócz wskazanych wyżej korzyści, zwiększa wiedzę uczestników na temat ich funkcjonowania w grupie. Pozwala też doświadczyć "na sobie" specyfikę procesu grupowego.

## Struktura treningu interpersonalnego[2]
W obu grupach: spotkaniowych i grupach T, przyjęto rozpoczynanie treningu w sposób wybitnie nieustrukturalizowany, bez gotowego programu i dyrektywnych działań ze strony trenerów. Ważna była również zasada tu i teraz, czyli koncentracji na bieżących doświadczeniach, uczciwego dzielenia się odczuciami, zwracania się uczestników do siebie (Ty Janku powiedziałeś, że... zamiast Janek powiedział, że...), nieoceniania siebie nawzajem i przyzwolenia na ekspresję emocji.
Współcześnie, trening interpersonalny prowadzi się jako cztero- lub pięciodniowe spotkania, prowadzone dzień po dniu, wyjazdowo, np. w ośrodku szkoleniowym. Uczestnicy większą część czasu spędzają ze sobą, śpią w ośrodku. Zajęcia prowadzone są niedyrektywnie, tzn. bez wyraźnej, narzuconej przez trenera struktury.
Często rozpoczyna się od zakontraktowania grupy. Elementy kontraktu mogą m.in. stanowić:
- Nie używamy przemocy fizycznej względem innych uczestników.
- Nie pijemy alkoholu ani żadnych środków zmieniających świadomość.
- Nie współżyjemy seksualnie ze sobą.
- Nie podejmujemy żadnych ważnych życiowych decyzji w ciągu 7 dni od zakończenia treningu

Zacytowane zasady odnoszą się bezpośrednio do sposobów rozładowywania emocji. Mają one, z jednej strony stworzenie poczucia bezpieczeństwa wśród uczestników, z drugiej stworzenie sytuacji, w której uczestnicy wszelkie emocje wnoszą do grupy a nie odreagowują poza.

## Czym nie jest trening interpersonalny
Trening interpersonalny nie jest formą prowadzenia terapii. Od początku swojego istnienia, przeznaczony jest tylko i wyłącznie dla ludzi zdrowych. Jego cele są tylko i wyłącznie edukacyjne a nie terapeutyczne.